# Kevin Mitchell (football américain)
Pour les articles homonymes, voir Kevin Mitchell et Mitchell.
(en) Statistiques sur pro-football-reference
Kevin Mitchell (né le 1er janvier 1971 à Harrisburg en Pennsylvanie, États-Unis et mort le 1er mai 2007 à Ashburn, Virginie, États-Unis) est un joueur américain de football américain.
Il a joué pour les 49ers de San Francisco, les Saints de La Nouvelle-Orléans et les Redskins de Washington. 